# Łasice
Łasice [waˈɕit͡sɛ] est un village polonais de la gmina de Brochów dans le powiat de Sochaczew et dans la voïvodie de Mazovie.
Il se situe à environ 4 kilomètres au nord de Brochów, à 14 kilomètres au nord de Sochaczew et à 53 kilomètres à l'ouest de Varsovie.